# Gafarró de Reichenow
El gafarró de Reichenow (Crithagra reichenowi) és una espècie d'ocell de la família dels fringíl·lids (Fringillidae).

## Descripció
- Fa uns 11 cm de llarg. Escàs dimorfisme sexual. Bec de color banya, amb la mandíbula inferior més clara. Potes color carn.
- Adults amb les parts superiors brunes i inferior blanquinós amb ratlles marrons. Carpó groc brillant. Cap bru amb front i cella blanquinós.
- Els joves s'assemblen als adults, amb les parts superiors marró.

## Hàbitat i distribució
Habita estepes amb arbres dispersos i sabanes de l'est de Sudan del Sud, nord-est d'Uganda, sud-est d'Etiòpia, Djibouti, sud de Somàlia, nord de Kenya i nord i centre de Tanzània.